# アシアナ航空991便墜落事故
アシアナ航空991便墜落事故（アシアナこうくう991びんついらくじこ）とは、2011年7月28日にアシアナ航空の貨物機（ボーイング747-400F）が、機内火災により大韓民国南西沖の黄海に墜落した航空事故である。

## 概要

### 事故当日のアシアナ航空991便
- コールサイン: AAR991
- 機体: ボーイング747-48EF
  - 機体記号: HL7604
  - 2006年就航
  - 合計飛行時間: 28,752時間
  - アシアナ航空は事故機が就航した2006年に新塗装を導入していたが、事故機は運航開始時より旧塗装のままだった。
- 運航予定
  - 出発地: 韓国・仁川国際空港
  - 目的地: 中華人民共和国・上海浦東国際空港
- 乗務員
  - 機長:52歳・男性　飛行時間14,123時間
  - 副操縦士:43歳・男性　飛行時間5,211時間
    - 共に元韓国空軍パイロット

### 事故の経過
2011年7月28日午前3時4分（韓国標準時）、アシアナ航空991便（ボーイング747-400F、機体記号：HL7604）は仁川国際空港を出発予定時刻より20分程遅れて離陸し、中華人民共和国の上海浦東国際空港に向かった。この日の991便は58トンの航空貨物が積載されており、そのほとんどは液晶ディスプレイや半導体部品、織物などの一般貨物だった。また、火災の原因となりうるリチウムイオン電池、塗料、アミノ酸溶液や合成樹脂0.4トンなどが搭載されていた:95-99。
991便は離陸後、指定されたルートを基に高度34,000フィートまで上昇した。巡航中の午前3時54分、副操縦士は上海航空交通管制の管制官に、「メインデッキで火災が発生したため緊急事態を宣言します。10,000フィートまでの緊急降下を要請します。」との連絡を行った。管制官は降下許可を与え、991便は降下を開始した:5。
副操縦士は続いて最寄の済州島にある済州空港への緊急着陸を要請し、管制官はこれを承認した。991便は管制官への誘導を基に飛行し、午前4時1分に空港レーダーに捕捉された。
その後991便は8,000フィートに向け降下し、その後9分間は不規則に上昇・降下を繰り返した。管制官への最後の通信で、パイロットは機体が激しく振動していると伝えていた。
午前4時12分、991便は済州島の西130km地点でレーダーから消失した。大韓民国海洋警察庁は、済州特別自治道西157kmの地点で事故機のものと推定される残骸を発見した。午前7時には済州島南西海上で機体の一部が発見され、991便の墜落が確認された。

## 原因
韓国航空鉄道事故調査委員会 (ARAIB)が調査を実施したが、ブラックボックスが回収できなかったため、火災の直接的な原因や、墜落につながるイベントの正確な流れを完全に特定することは出来なかった。回収された残骸の火災と熱による損傷の分布から、後部胴体に積み込まれた危険物を含むパレットの1つまたはその近くで火災が始まったことが判明したが、火災の原因を正確に特定する十分な証拠は発見できなかった。
火災は火元から胴体の残りの部分に急速に伝播し、胴体に沿って走る空調ダクトとコックピット周辺の天井パネルでは火災による損傷とすすが発見された:180。
また、貨物の一部であるいくつかの電子部品が、塗料と合成樹脂の痕跡とともに、翼の上面にめり込んでいるのが発見された。これにより991便は飛行中に貨物室で爆発が発生し、胴体外板の一部が空中に吹き飛ばされたことが判明した。
事故調査委員会の報告では、991便のパイロットがメインデッキ火災発生時のチェックリストに従い25,000フィートを維持しなかったことにも触れているが、仮に25,000フィートを維持した場合は済州空港への最終降下開始までに消火が間に合わず、さらに降下中の酸素濃度の上昇で火災が拡大するため、結果は変わらなかっただろうと結論付けている。

## 余波
アシアナ航空はこの事故により、約1億9000万ドルの損害を受けた。また、この事故と前年に発生したUPS航空6便墜落事故をきっかけに、国際民間航空機関（ICAO）はリチウム電池の航空輸送に新しい安全基準を適用することを検討した。